# گنو لینکر
گنو لینکر (یا GNU ld ) پیاده سازی پروژه GNU از دستور ld یونیکس است . گنو ld، لینکر را اجرا می کند ، که یک فایل اجرایی (و یا یک کتابخانه ) از آبجکت فایل های ایجاد شده در طول کامپایل برنامه می سازد. یک اسکریپت لینکر ممکن است به GNU ld منتقل شود تا کنترل بیشتری بر روند لینک کردن ایجاد کند.  گنو بخشی از ابزارهای دودویی گنو (binutils) است. 
ریشه های احتمالی نام "LoaD" ، "ld " و "Link eDitor" هستند. 
گنو لینکر نرم‌افزاری رایگان است که تحت شرایط پروانه عمومی همگانی گنو توزیع شده است . 

## همچنین نگاه کنید
- Binary File Descriptor library (libbfd)
- Gold (linker)